# 986
Năm 986 là một năm trong lịch Julius.

## Sinh
- Lê Long Đĩnh, hoàng đế cuối cùng của nhà Tiền Lê.